# 皮耶罗·格罗斯

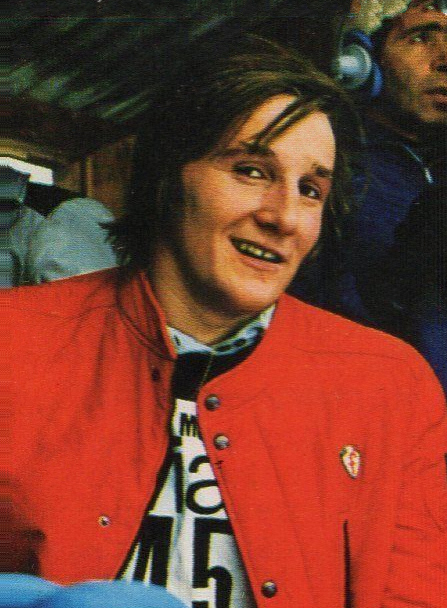
皮耶罗·格罗斯

皮耶罗·格罗斯（義大利語：Piero Gros，1954年10月30日—），意大利男子高山滑雪运动员。他曾代表意大利参加1976年和1980年冬季奥林匹克运动会高山滑雪比赛，获得一枚金牌。